# Terminalia solomonensis
Terminalia solomonensis är en tvåhjärtbladig växtart som beskrevs av Arthur Wallis Exell. Terminalia solomonensis ingår i släktet Terminalia och familjen Combretaceae. Inga underarter finns listade i Catalogue of Life.